# Pryvilne
Pryvilne (ucraniano: Приві́льне) es un municipio rural y pueblo de Ucrania, perteneciente al raión de Dubno en la óblast de Rivne.
En 2020, el municipio tenía una población de unos seis mil habitantes, de los cuales algo más de mil vivían en la capital municipal homónima y el resto repartidos en quince pedanías. El municipio se fundó en 2016 mediante la fusión de los hasta entonces consejos rurales de Pryvilne y "Molodavo" (este último agrupaba los pueblos colindantes Molodavo Pershe, Molodavo Druhe y Molodavo Tretie), a los que se unieron los de Ivannie en 2019 y Malí Sadý en 2020. Además de estos seis pueblos, pertenecen actualmente al municipio otros diez: Bórtnytsia, Velyki Sadý, Dubrivka, Zelene, Klishchija, Kryvuja, Lebedianka, Pantáliya, Prydorozhne y Chereshnivka.
Se conoce la existencia del pueblo, originalmente llamado "Pohoriltsi", en documentos desde 1561. Desde sus orígenes, las tierras del pueblo estuvieron repartidas entre varias familias nobles polaco-lituanas. En el Imperio ruso perteneció a la vólost de Dubno, en el uyezd de Dubno de la gobernación de Volinia. La RSS de Ucrania desarrolló el pueblo fundando en 1946 un koljós, al que se añadieron varios más en los pueblos de la zona en los años siguientes. Adoptó su topónimo actual en 1963. Antes de la fundación del actual municipio en 2016, Pryvilne era sede de un consejo rural que únicamente incluía como pedanías a Dubrivka, Pantáliya y Chereshnivka.
El pueblo se ubica unos 5 km al noreste de Dubno, junto a la carretera E40 que lleva a Rivne.